# Kabelstation (dorp)
Kabelstation, ook wel Kabel-Noord of (Station) Kabel, was een marrondorp in Brokopondo in Suriname. Vlakbij lag het toeristendorp Kadjoe.
In Kabel bevond zich het laatste station van de Lawaspoorweg voordat passagiers per kabelbaan de oversteek over de Surinamerivier maakten en vanaf Kabel-Zuid de reis voortzetten naar het eindstation Dam aan de Sarakreek. De kabelbaan werd gebruikt van 1909 tot 1924, toen er defecten in de kabel werden aangetroffen. Sindsdien werd de overtocht met een korjaal gemaakt.

## Prinses Juliana Zendingshospitaal
De Evangelische Broedergemeente Suriname had al een zendingshospitaal in Ganzee toen ze in maart 1947 de plannen naar buiten bracht voor de bouw van een zendingshospitaal in Kabelstation. Vanwege de nauw betrokkenheid van prinses Juliana, die tevens de presidente was van het Nederlandse Rode Kruis, werd dit het Prinses Juliana Zendingshospitaal genoemd. Het hospitaal werd op 20 oktober 1947 plechtig in gebruik genomen. Prins Bernhard bezocht het hospitaal in februari 1950. Sinds december 1953 beschikte het hospitaal over een röntgenapparaat in de strijd tegen tuberculose, waarvan het aantal patiënten sterk was toegenomen in de oorlogsjaren 1940-1945. Eind oktober 1955 brachten koningin Juliana en prins Bernhard een bezoek aan het hospitaal. Prinses Beatrix bezocht het dorp in 1958.

## Stuwmeer
Vanaf medio jaren 1960 werd hier het Brokopondostuwmeer aangelegd, waarbij Kabel en de dorpen in de omgeving onder water kwamen te staan. De inwoners werden getransmigreerd.

## Afbeeldingen

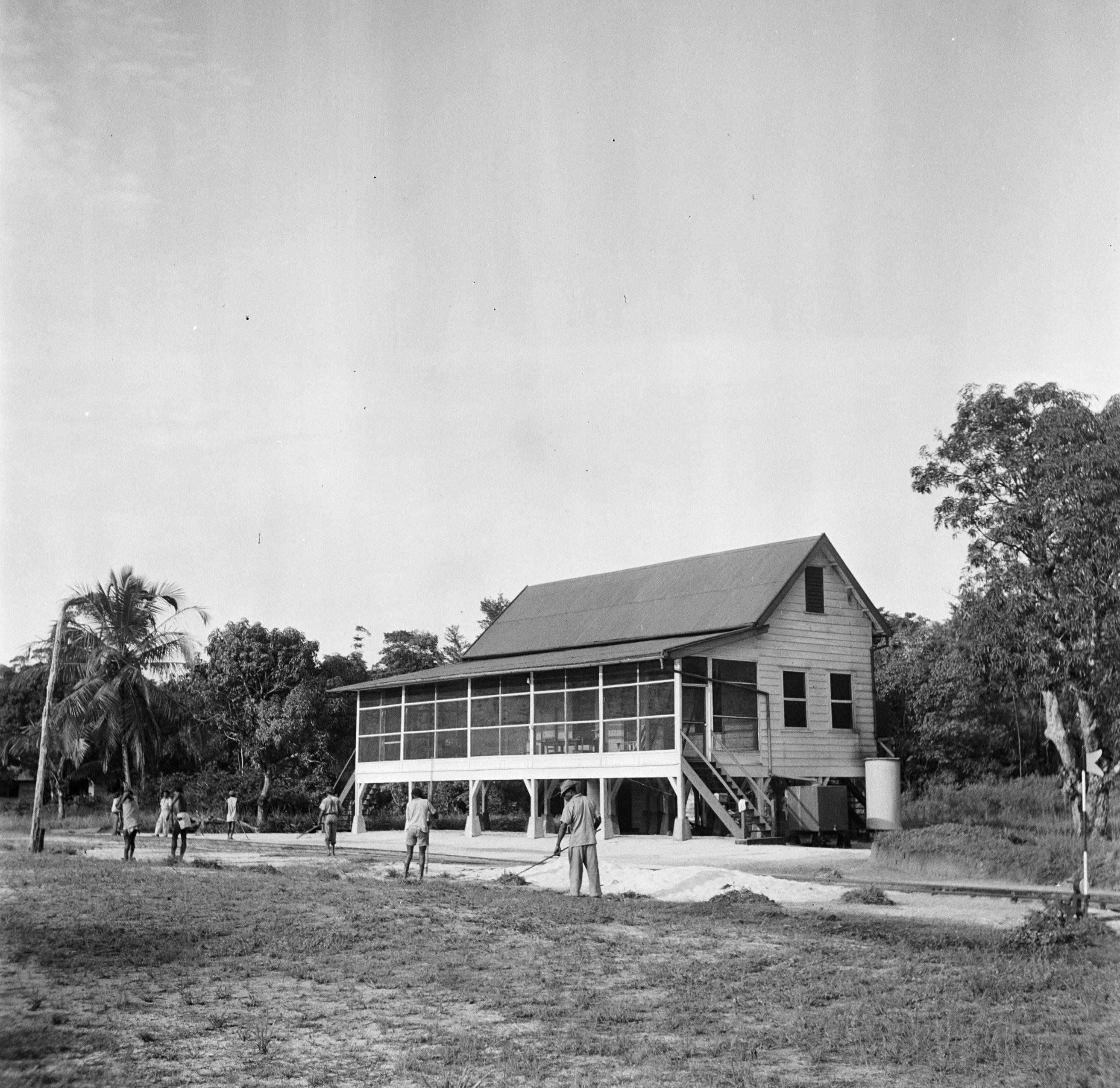
Station Kabel, 1947
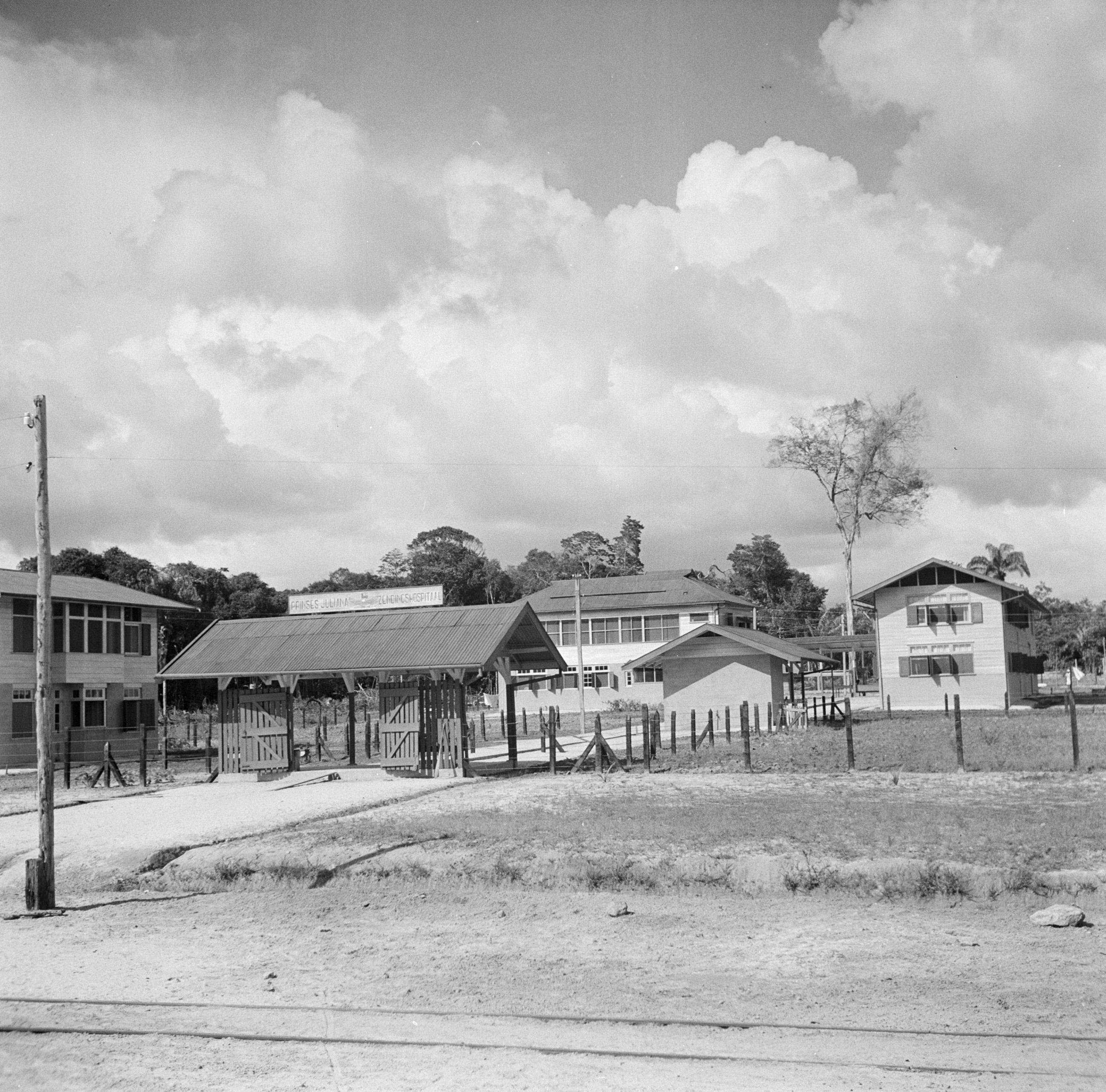
Prinses Juliana Zendingshospitaal, 1947
- Begin bouw stuwdam (video, 1962)